# Lynn Lake
Lynn Lake est une ville du Manitoba, au Canada située dans la région du Nord. Au recensement de 2016, on y a dénombré une population de 714 habitants.

## Toponymie
La ville est nommée en l'honneur de Lynn Smith, l'ingénieure en chef de la compagnie minière Sherrit Gordon Mines. La compagnie et le gouvernement du Manitoba ont dressé le tracé de la ville dans les années 1950.

## Centre minier
Fondée sur la découverte de gisements de nickel vers la fin de années 1930, la ville de Lynn Lake se développe dans les années 1950 lors de l'ouverture de la mine SherrGolden 1952. À la fin de années 1980, on y trouve des mines de nickel, de cuivre, de zinc, d'or et d'argent, faisant ainsi de Lynn Lake le 3e centre d'exploitation minière en importance du Manitoba. En 1989, la fermeture définitive de la mine SherrGold frappe durement la communauté qui connaît une chute démographique depuis déjà plusieurs années.

## Démographie
- 1975 : 3 500 habitants
- 1981 : 2 200 habitants
- 1986 : 1 665 habitants
- 1991 : 834 habitants
- 1996 : 1 038 habitants
- 2001 : 699 habitants
- 2006 : 714 habitants[4]

| 2001 | 2006 | 2011 | 2016 |
| ---- | ---- | ---- | ---- |
| 699  | 714  | 674  | 494  |

## Géographie
La ville est située au sud-ouest du lac Reindeer (lac du Caribou).

## Transport
la ville est desservie par l'aéroport régional de Lynn Lake (Code OACI : CYLL). Depuis les années 2000, la route 391 relie Lynn Lake à Tompson et aux centres urbains.

## Personnalités natives de Lynn Lake
- Tom Cochrane, chanteur